# Brian Babin
Brian Babin (Port Arthur, 23 marzo 1948) è un politico statunitense, membro della Camera dei Rappresentanti per lo stato del Texas.

## Biografia
Nato a Port Arthur, Babin si laureò in odontoiatria allo University of Texas Health Science Center at San Antonio e successivamente lavorò per anni come dentista. Dal matrimonio con Roxanne ebbe cinque figli: uno di loro, Leif è sposato con la giornalista di Fox News Channel Jenna Lee, mentre un altro, Lucas, è un attore e modello che ha lavorato per Gucci e Versace.
Mentre lavorava ancora come dentista entrò in politica con il Partito Repubblicano e collaborò alle campagne elettorali di Ronald Reagan, George H. W. Bush e George W. Bush. Inoltre, nel 1982 venne eletto sindaco di Woodville e dal 1984 al 1989 ne fu consigliere comunale. Negli anni successivi continuò ad essere attivo politicamente a livello locale, occupando varie cariche pubbliche tra cui quella di membro della Texas Historical Commission per sei anni; nel 1999 l'allora governatore del Texas Bush lo inserì nella Lower Neches Valley Authority, dove venne confermato anche dal suo successore Rick Perry e dove rimase per quindici anni.
Babin fu candidato alla Camera dei Rappresentanti in due occasioni prima di essere eletto: nel 1996, quando Charlie Wilson annunciò il suo ritiro, Babin cercò di prendere il suo posto ma venne sconfitto dal democratico Jim Turner e finì anche al centro di uno scandalo legato a dei finanziamenti illeciti insieme al deputato di lungo corso Tom DeLay, al termine del quale dovette versare ventimila dollari alla Commissione elettorale federale e cinquemila dollari al Dipartimento del Tesoro; nel 1998 si candidò nuovamente per il seggio ma anche questa volta venne sconfitto da Turner e si ritrovò nuovamente protagonista di una polemica quando il direttore della sua campagna elettorale, un ventunenne di nome Jon-Marc McDonald, lasciò l'incarico dichiarando pubblicamente la propria omosessualità e sostenendo che tra lui e Babin ci fossero "differenze inconciliabili" in merito al tema.
Nel 2014 Babin si candidò per la terza volta alla Camera, questa volta per il seggio lasciato da Steve Stockman, candidatosi infruttuosamente al Senato: in questa occasione Babin poté contare sulle tendenze fortemente repubblicane del distretto congressuale e venne eletto.
A livello ideologico, Brian Babin si configura come un repubblicano conservatore.